# جون جوست
جون جوست (بالإنجليزية: Jon Jost) (و. 1943  م) هو مخرج أفلام، وكاتب سيناريو، ومصور سينمائي، ومونتير، وأستاذ جامعي، ومنتج أفلام أمريكي، ولد في شيكاغو.

## وصلات خارجية
- جون جوست على موقع IMDb (الإنجليزية)
- جون جوست على موقع ألو سيني (الفرنسية)
- جون جوست على موقع أول موفي (الإنجليزية)
- جون جوست على موقع إن إن دي بي (الإنجليزية)
- جون جوست على موقع قاعدة بيانات الفيلم (الإنجليزية)
- جون جوست على موقع كينوبويسك (الروسية)